# Pfarrkirche Golling an der Erlauf
Die Pfarrkirche Golling an der Erlauf steht in der Ortschaft Neuda in der Marktgemeinde Golling an der Erlauf im Bezirk Melk in Niederösterreich. Die dem heiligen Franz von Assisi geweihte römisch-katholische Pfarrkirche gehört zum Dekanat Ybbs in der Diözese St. Pölten.

## Geschichte
Die Kirche wurde von 1962 bis 1964 nach den Plänen des Baumeisters Johann Kräftner sen. erbaut. Die Kirche wurde 1969 zur Pfarrkirche erhoben.

## Architektur
Der verputzte Kirchenbau als Betonbau mit Schlitzfenstern unter einem Satteldach zeigt seitlich Fensterbänder. Die Kirche zeigt ein Mosaik hl. Franziskus vom Maler Sepp Mayrhuber aus dem Jahre 1971. Der freistehende Glockenturm ist ein Stahlgerüstbau.
Das Kircheninnere zeigt sich mit einem offenen Dachstuhl über seitlichen dünnen Rundpfeilern. Das Altarbild als Stuccolustro-Fresko hl. Franziskus vor Christus als Pantokrator schuf Sepp Mayrhofer 1975.

## Ausstattung
Die Einrichtung mit Kreuzwegmosaiken 1971, Tabernakelmosaik, Stuccolustro-Bild Pfingsten 1983 schuf Sepp Mayrhuber. Es gibt ein Ölbild musizierende Engel.
Die Orgel baute Herbert Gollini 1972.